# Iridopagurus iris
Iridopagurus iris är en kräftdjursart som först beskrevs av Alphonse Milne-Edwards 1880.  Iridopagurus iris ingår i släktet Iridopagurus och familjen eremitkräftor. Inga underarter finns listade i Catalogue of Life.